# Sianokosy

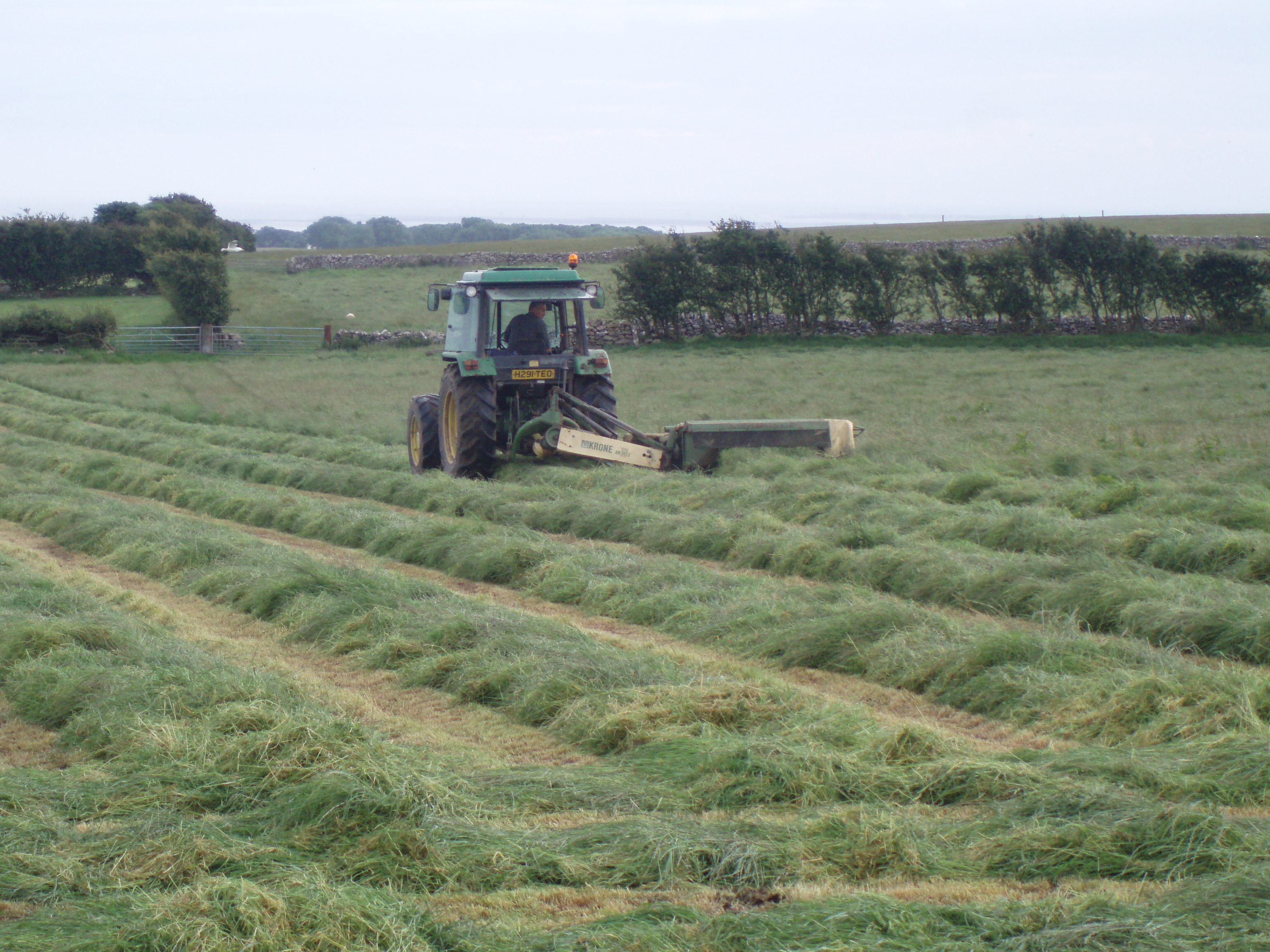
Koszenie trawy kosiarką dyskową

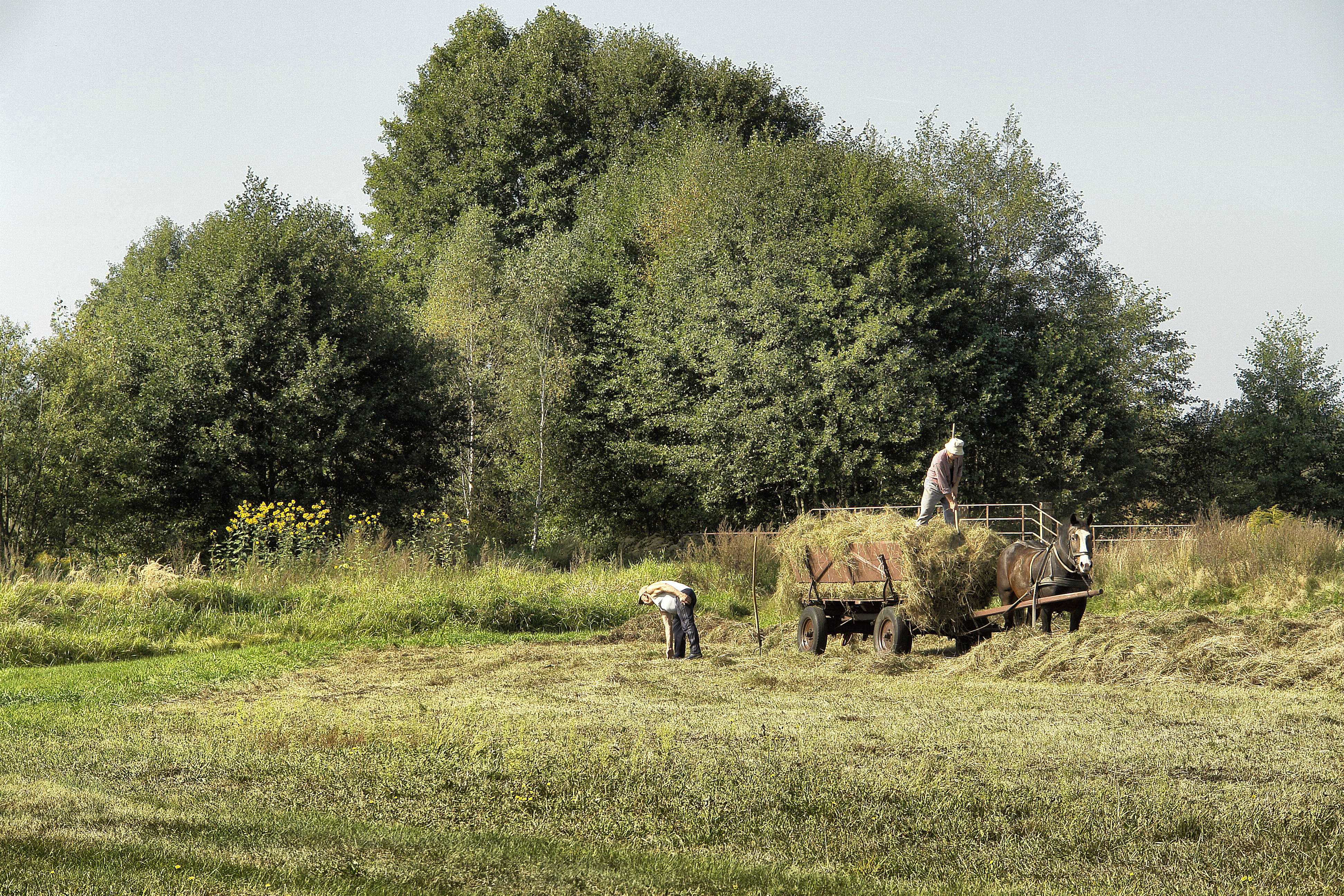
Ręczny zbiór siana za pomocą wideł

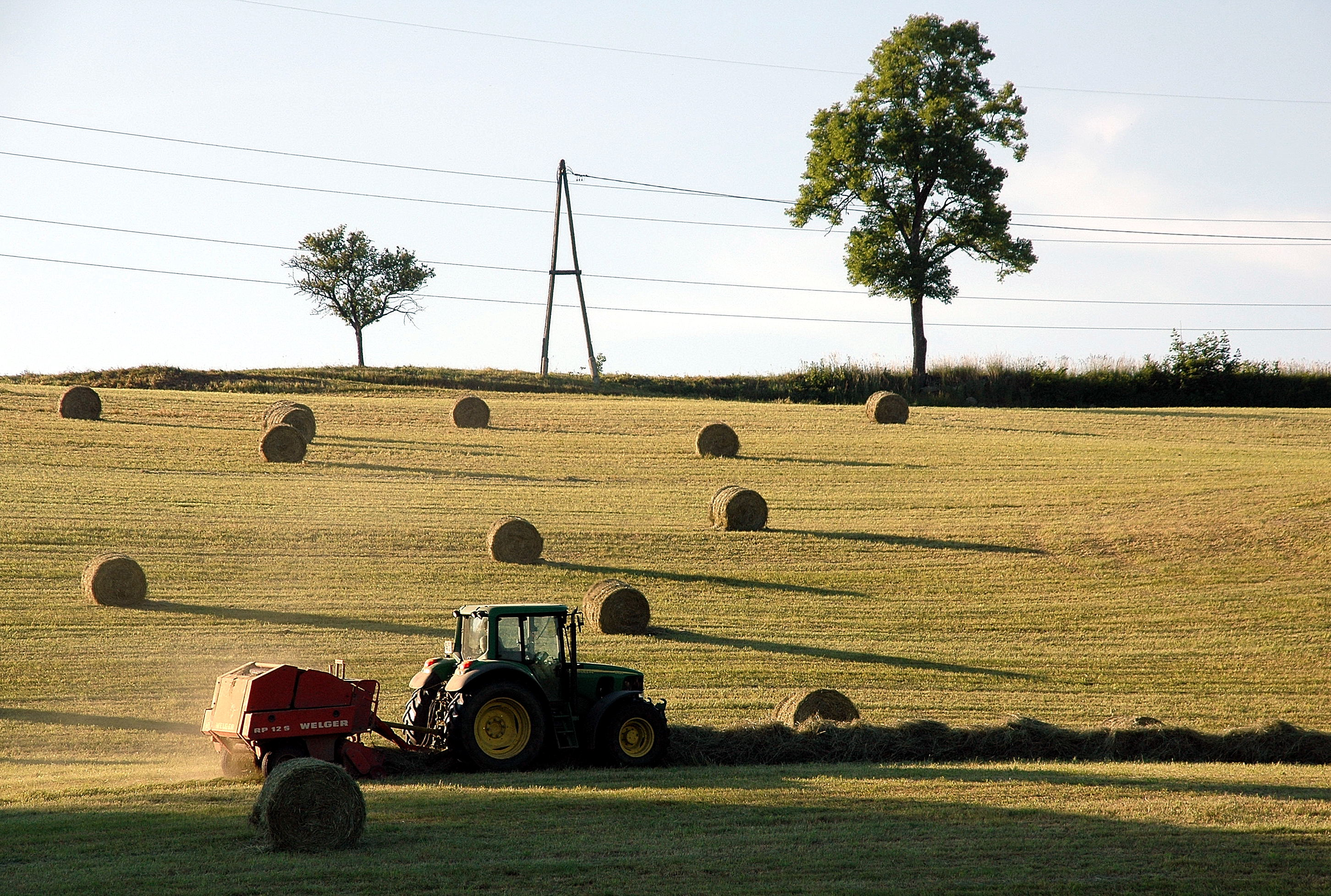
Belowanie skoszonego siana za pomocą prasy belującej

Sianokosy – koszenie trawy na siano, jego suszenie na pokosach lub ostwiach i zwiezienie siana do miejsc zabezpieczonych przed opadami. Dawniej trawę koszono za pomocą kos, obecnie w tym celu powszechnie wykorzystuje się różnego typu kosiarki. W Polsce okres sianokosów zaczyna się w maju lub na początku czerwca. Dawne ręczne koszenie łąk, było uważane za jedną z najcięższych prac w rolnictwie.
Zebrane siano zwozi się do gospodarstw i przechowuje w zabezpieczonym od opadów miejscu np. w stodołach, odrynach, pod wiatami, w stogach, dawniej brogach, obecnie często wytwarza się sianokiszonki. W niektórych regionach na łąkach podmokłych część siana zostawiano na polach w stogach i zwożono do gospodarstwa w miarę potrzeb dopiero zimą.
W Biebrzańskim Parku Narodowym odbywają się Mistrzostwach Europy w Koszeniu Bagiennych Łąk dla Przyrody „Biebrzańskie Sianokosy”.

## Polskie obyczaje związane z sianokosami
Na Kaszubach „odczarowywano” łąki, dzwoniąc w kosy i grając na instrumentach. Pleciono wieńce sobótkowe.
Zespoły ludowe, np. Zielawa z Rossoszy i Narwianie mają w repertuarze inscenizacje sianokosów.

## W kulturze
- sianokosy malowało wielu malarzy, np. Pieter Bruegel (starszy) w 1565, impresjonista Paul Peel, Camille Pissarro, Léon Augustin Lhermitte, a w Polsce Józef Brandt, Juliusz Kossak – Powrót do sianokosów, dzieci generała Hauke.
- w powieści Chłopi Władysław Reymont opisał sianokosy w rozdziale 11 tomu „Wiosna”
- w powieści Anna Karenina Lew Tołstoj umieścił plastyczny opis sianokosów
- na Litwie mężczyźni tradycyjnie śpiewają przy sianokosach
- litewski kompozytor Mikas Petrauskas skomponował operetkę „Sianokosy”